# Viagem papal

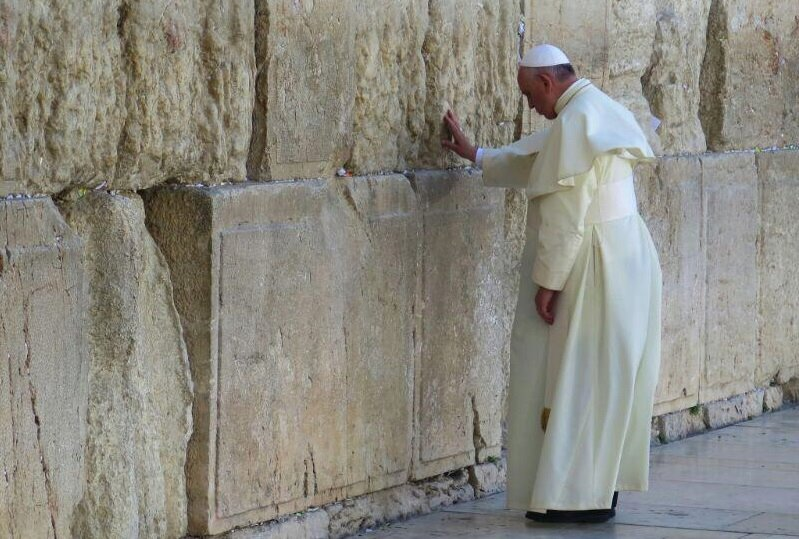
Papa Francisco no Muro das Lamentações em Jerusalém, 2014

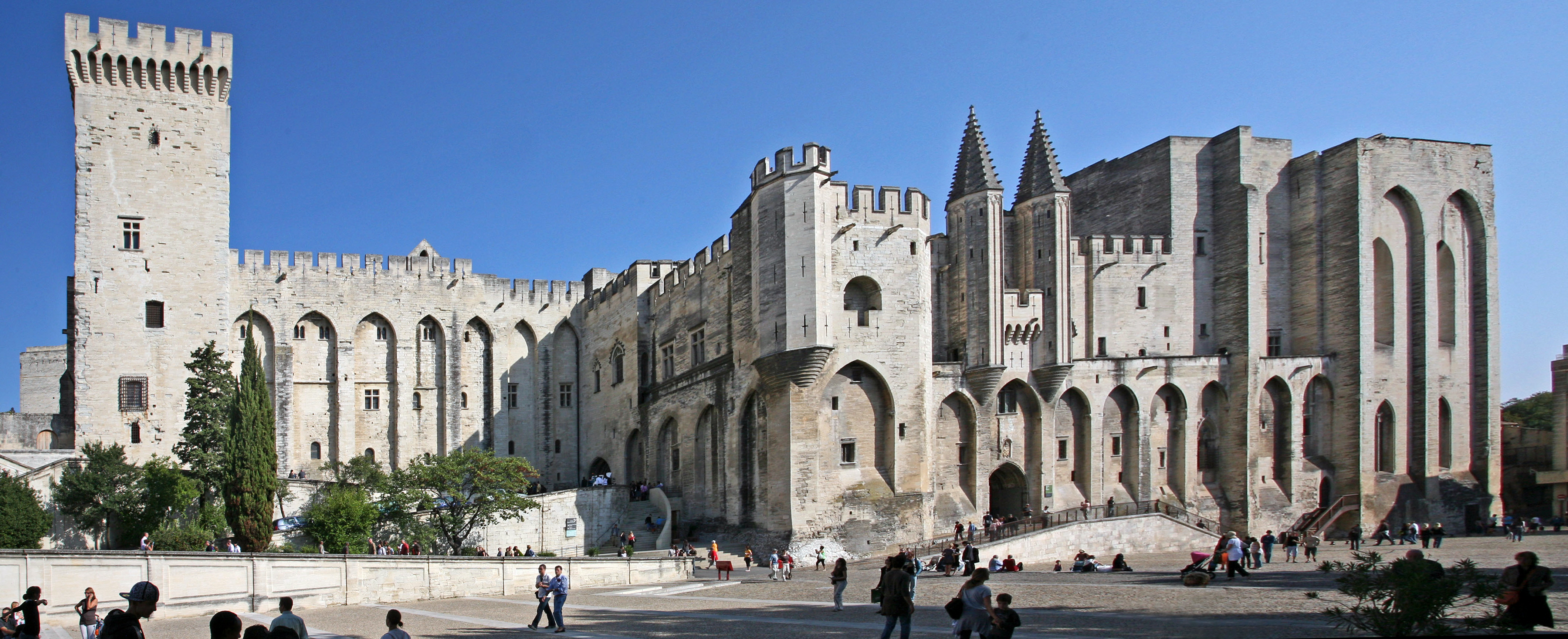
O Palais des Papes em Avinhão

As viagens papais fora de Roma têm sido historicamente raras e as viagens voluntárias do Papa não existiram nos primeiros 500 anos. O Papa João Paulo II (1978–2005) empreendeu mais viagens pastorais do que todos os seus predecessores juntos. O Papa Francisco (2013–2025), o Papa Paulo VI (1963–1978) e o Papa Bento XVI (2005–2013) também viajaram globalmente, este último em menor grau devido à sua idade avançada.
Os papas residiram fora de Roma — principalmente em Viterbo, Orvieto e Perugia — durante o século XIII, e então fugiram para a França durante o papado de Avinhão (1309-1378). O Papa Vigílio (537-555) em 547, o Papa Agatão (678-681) em 680 e o Papa Constantino em 710 visitaram Constantinopla, enquanto o Papa Martinho I (649-655) foi sequestrado lá para julgamento em 653. O Papa Estêvão II (752-757) tornou-se o primeiro papa a cruzar os Alpes em 752 para coroar Pepino, o Breve; O Papa Pio VII repetiu o feito mais de um milênio depois para coroar Napoleão.

## Viagem antes do Concílio Vaticano II

### Fora de Roma, dentro da Itália

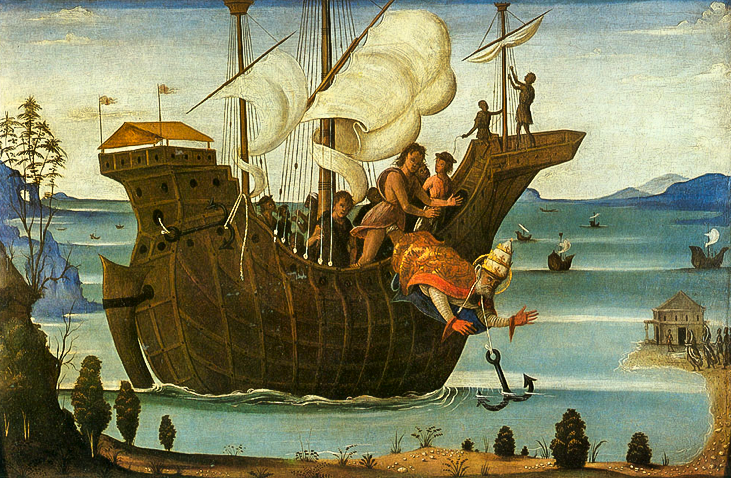
Papa Clemente I, o primeiro papa registrado que deixou Roma como papa

O Papa Clemente I foi exilado em Quersoneso pelo imperador romano Trajano e depois martirizado no Mar Negro, de acordo com relatos apócrifos por volta de 99. O Papa Pôncio (230-235) morreu no exílio na Sardenha, mas renunciou ao seu pontificado antes de deixar a cidade. Papa Cornélio (251-253) morreu após um ano de exílio em Civitavecchia, 80 km de Roma. O Papa Libério (352-366) foi o primeiro papa a se afastar da cidade como papa quando foi exilado para Beréia, na Trácia, pelo imperador romano Constâncio II. O Papa João I (523-526) tornou-se o primeiro papa a viajar deliberadamente para fora de Roma quando navegou para Constantinopla em 523.
O Papa Clemente II (1046–1047) foi o primeiro papa consagrado fora de Roma. O Papa Urbano II (1088–1099) se tornou o primeiro papa a viajar muito para fora de Roma. Eleito em Terracina, Urbano II realizou sínodos em Amalfi, Benevento e Tróia. Ele pregou a Primeira Cruzada no Concílio de Clermont (1095) em Clermont-Ferrand. Antes disso, o Papa Leão IX (1049–1054) foi o último papa a cruzar os Alpes por 50 anos.
Embora os cardeais tenham historicamente se reunido em um punhado de outros locais dentro de Roma e além, apenas seis eleições desde 1455 foram realizadas fora do Palácio Apostólico, 28 eleições papais foram realizadas fora de Roma, em: Terracina (1088), Cluny ( 1119), Velletri (1181), Verona (1185), Ferrara (outubro 1187), Pisa (dezembro 1187), Perúgia (1216, 1264–1265, 1285, 1292–1294, 1304–1305), Anagni (1243), Nápoles (1254, 1294), Viterbo (1261, 1268–1271, julho de 1276, agosto –Set. 1276, 1277, 1281–1282), Arezzo (janeiro de 1276), Carpentras / Lyon (1314–1316), Avinhão (1334, 1342, 1352, 1362, 1370), Constança (1417) e Veneza (1799–1800).

### Fora da Itália, dentro da Europa
O Papa Paulo VI (1963 — 1978) tornou-se o primeiro papa a deixar a Europa; nenhum papa jamais deixou a Europa antes do Concílio Vaticano II.

#### Constantinopla
Papa João I (523-526) em 523 (como delegado de Teodorico, o Grande), Papa Vigílio (537-555) em 547 (chamado por Justiniano I para explicar sua recusa em assinar os cânones do Concílio de Calcedônia), O Papa Agatão (678-681) em 680 (participando do Terceiro Concílio de Constantinopla ) e o Papa Constantino em 710 visitaram Constantinopla (chamada por Justiniano II), enquanto o Papa Martinho I (649-653) foi sequestrado lá para julgamento em 653 seguindo o Concílio de Latrão de 649. Constantino foi o último papa a visitar Constantinopla até que o Papa Paulo VI o fez novamente em 1967.

#### França
O Papa Estêvão II (752-757) se tornou o primeiro papa a cruzar os Alpes em 752 para coroar Pepino, o Breve. Isso o tornou o primeiro papa a visitar o império franco. O Papa João VIII (872-882) visitou a França em 878, e o Papa Leão IX (1049–1054) viajou para a França em 29 de setembro de 1049. O próximo papa a entrar na França foi o Papa Urbano II (1088–1099), que parou em Valence e Le Puy a caminho do Concílio de Clermont (1095).
O Papa Pio VII (1800-1823) esteve em Paris em 1804 para a Coroação de Napoleão I.

#### Sacro Império Romano
O Papa Bento VIII (1012–1024) visitou Bamberga em 14 de abril de 1020; nenhum papa havia visitado as fronteiras da Alemanha moderna em 150 anos. O Papa Leão IX (1049–1054) também viajou pelas fronteiras modernas da Alemanha. Provavelmente, a última visita papal do Sacro Império Romano foi em 1782, quando o Papa Pio VI visitou José II, Sacro Imperador Romano, em Viena, e Munique, na Baviera.

## Viagem desde 1960
O Papa Paulo VI foi o primeiro a viajar de avião como papa, o primeiro a deixar a Itália desde 1809 e o primeiro a visitar o hemisfério ocidental, a África, a Oceania e a Ásia como papa.
O Papa João Paulo II viajou mais milhas como papa do que todos os seus predecessores juntos e, como resultado, ele foi visto — pessoalmente — por mais pessoas do que qualquer outra pessoa na história. Ele viajou aproximadamente 721.052 milhas, o equivalente a aproximadamente 31 viagens ao redor da circunferência da Terra.
|  |  |
|  |  |